# Echinoclathria oxeata
Echinoclathria oxeata är en svampdjursart som först beskrevs av Patricia R. Bergquist och Fromont 1988.  Echinoclathria oxeata ingår i släktet Echinoclathria och familjen Microcionidae. Inga underarter finns listade i Catalogue of Life.